# أبراج زارة
أبراج زارا المعروف Zara Towers (يعرف رسميا باسم مركز زارا التجاري Zara Trade Center) هو عبارة عن مبنى 85 متر (279 قدم) و 89 متر (292 قدم) وهو مجمع برجي تجاري مزدوج يبلغ ارتفاعه  تبلغ مساحته 42 الف متر ويقع في عمان ، الأردن . وتضم الأبراج قاعات مؤتمرات ومكاتب ودور سينما ومركز تسوق وقاعات معارض. يرتبط البرجان بجسر للمشاة بينهما.
وتعتبر ابراج زارة من ضمن قائمة الابراج التوأمية في العالم [الإنجليزية]